# Schwerindustrie

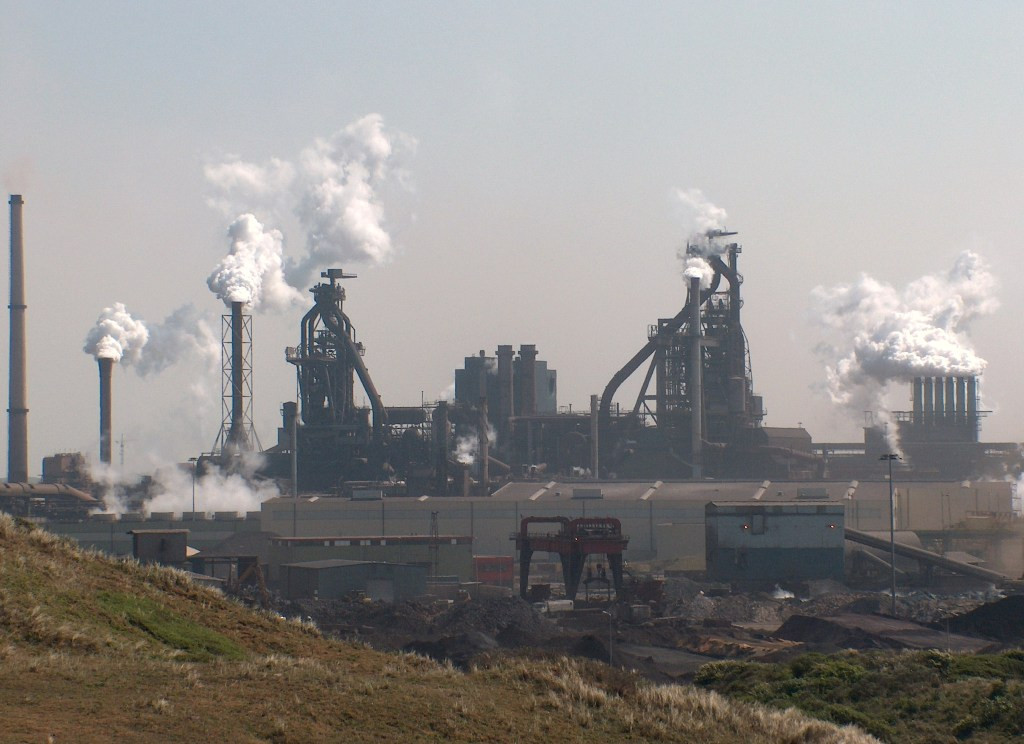
Stahlwerk in den Niederlanden, die beiden massiven Türme sind Hochöfen

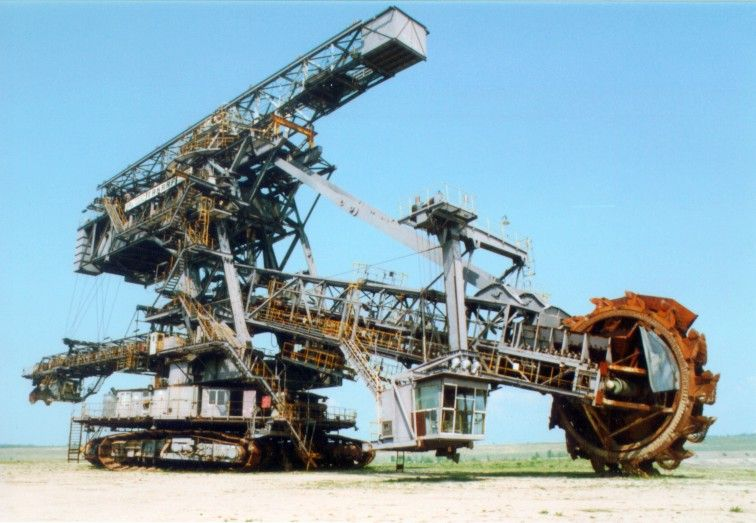
Schaufelradbagger

Schwerindustrie ist ein Sammelbegriff für Bergbau, Eisen- und Stahlindustrie und auch Tagebau sowie die Schwerchemie. Im weiteren Sinne werden damit auch andere Grundstoffindustrien bezeichnet. Gebiete der Schwerindustrie sind gekennzeichnet durch Zechen, Hochöfen, Gießereien, Stahl- und Walzwerke, Kohlehalden, Erzhalden, Verkehrseinrichtungen und große Arbeitssiedlungen.
Der Aufstieg der Schwerindustrie begann mit der industriellen Revolution. Insbesondere der hohe Stahl- und Kohlebedarf der Eisenbahn sowie des Schiffbaus und, im beginnenden 20. Jahrhundert, der Rüstungsindustrie führte zur Blüte der Schwerindustrie vom Ende des 19. Jahrhunderts bis in die Aufbauphase nach dem Zweiten Weltkrieg.
Ein internationales Historiker-Symposium kam zum Schluss, dass die deutsche Schwerindustrie mit dem Angelpunkt des rheinisch-westfälischen Raums, eine Schlüsselstellung innerhalb des gesamten industriellen Sektors und eine ungewöhnlich große Machtstellung innerhalb des politischen Systems der Weimarer Republik eingenommen hat. Es wurde hervorgehoben, dass eine Gruppe von 12 bis 25 Persönlichkeiten, die sich im Stahlhof zum Mittagessen versammelten, zwei Drittel bis drei Viertel der deutschen Eisen- und Stahlerzeugung kontrollierten.
In den 1970'er Jahren verlagerte sich der volkswirtschaftliche Schwerpunkt in den westlichen Industriestaaten in den Bereich der Konsumgüterindustrie und den Dienstleistungssektor. Dies führte in den Zentren der Schwerindustrie, wie z. B. dem Ruhrgebiet, zu erheblichen sozialen Problemen durch die hohe Arbeitslosigkeit wegen der Schließung zahlreicher Betriebe.
Bedeutende Zentren der Schwerindustrie sind unter anderem in Deutschland das Ruhrgebiet und das Saarland, in Belgien die Agglomerationen Charleroi und Lüttich, der Raum Esch/Differdingen in Luxemburg und weite Teile des nördlichen Lothringens in Frankreich.